# Зальцман, Александр Густав фон
Александр Густав фон Зальцман (25 января 1874, Тифлис — 3 марта 1934, Лезен, Швейцария) — российский живописец, карикатурист и театральный художник.

## Жизнь и творчество
Родился в семье кавказских немцев. Отец Альберт Теодор фон Зальцман был архитектором. Мать происходила из Санкт-Петербурга, также из семьи инженера-строителя. Прeдки его лютеранского вероисповедания переселились в начале XIX века из Южной Германии на территорию Российской империи. Мальчик уже в детстве показал способности в области изобразительного искусства и музыки. В 1892 году Александр приезжает в Москву для изучения живописи. Затем продолжает своё образование в Германии, в Мюнхене, в студии-ателье профессора Франца фон Штук (с ноября 1898 года). В это же время начинает сотрудничать с культовым мюнхенским журналом Jugend, котором публиковали свои работы немецкие символисты и экспрессионисты на рубеже XIX—XX столетий.
В 1900 году А. Зальцман открывает — вместе с Адельбертом Нимейером и Карлом Штратманом — художественную мастерскую. В 1901 году он впервые принимает участие в художественной выставке «Phalanx». Художник знакомится с другими русскими художниками, живущими в Мюнхене — Василием Кандинским, а через него с Марией Верёвкиной и Алексеем Явленским, близкими к художественной группе Голубой всадник. В конце августа 1903 года Зальцман уезжает с Марией Верёвкиной в Нормандию, в то время как А. Явленский остаётся в Мюнхене. В Нормандии некоторое время они живут в курортном местечке Барневиль-Картере. Здесь Александр пишет ряд полотен, показавших его зрелым, талантливым мастером. Возвращаясь в Мюнхен через Париж, пара посещает Лувр, и здесь изучает картины Уистлера, Пьера Огюста Ренуара, Эдуара Мане, Клода Моне, Игнасио Сулоага. В 1906—1907 годы Зальцман работает, совместно с художником Фрицем Эрлером, над фресками «Четыре времени года» в бальнеологическом доме Висбадена (в зале Раковин). С 1906 года также сотрудничает как дизайнер и художник по тканям в фирме «Германские мастерские Хеллерау». С 1910 года художник живёт и работает в Дрездене, с композитором и создателем «ритмического воспитания» Эмилем-Жаком Делькрозом и театральным художником и архитектором Адольфом Аппиа. В театральных представлениях «театра Хеллерау» Зальцман заведовал художественным освещением сцены, особенно сложным при постановках пантомимы.
В 1912 году Зальцман знакомится с окончившей Женевскую консерваторию пианисткой и композитора Жанной-Мари Альманд, с которой и вступает в брак в Женеве в том же году. В 1917 году семья Зальцман возвращается в Тифлис и открывает здесь танцевальную школу. В это время Зальцман много занимается театральной живописью и дизайном, разрабатывает эскизы костюмов для постановок и сценические декорации. В 1919 году Зальцманы знакомятся с российским композитором Фомой Гартманом, и через него — с эзотериком, хореографом и композитором Георгием Гурджиевым.
В 1921 году Зальцманы приезжают в Париж, и художник работает в Театре на Елисейских полях, где применяет разработанную им в дрезденском театре Хеллерау осветительную систему сцены. В этот творческий период он знакомится с парижскими сюрреалистами Йозефом Шима и Рене Дюмалем, занимается торговлей антиквариатом. Александр Зальцман был одним из первых европейских художников, открывших для себя «японизм» — ранее, чем другие немецкие живописцы «мюнхенской школы». Работы П.Зальцмана, даже его православная иконография начиная с 1902 года — как показала выставка европейских последователей японизма как направления (в Мурнау в 2011 году) — оформлены стилистически как японская цветная графика.
В 1934 году художник заболевает туберкулёзом и умирает в санатории «Бельведер» в Лезене, в Швейцарии.

## Дополнения
- Биография в виде таблицы Архивная копия от 12 мая 2010 на Wayback Machine
- Александр фон Зальцман: Кавказское дарование Архивная копия от 6 апреля 2019 на Wayback Machine
- Русские лошадиные упряжки Александра Зальцмана на artnet

## Галерея
- «Сердечные боли» (1905)
- «Свадебное уложение, §300» (1905)
- «В ожидании» (1909)